# Mare de Déu del Roser del Mas Vallgatina
La Mare de Déu del Roser del Mas Vallgatina és una església barroca d'Oristà (Lluçanès) inclosa a l'Inventari del Patrimoni Arquitectònic de Catalunya.

## Descripció
El Mas conté una petita capella oberta a un dels murs del menjador. La forma corresponen a un armari emmarcat dins el qual hi ha una doble arcada a manera de finestra geminada. Aquesta estructura està feta de fusta policromada presentant motius florals enquadrats. Sota l'arcada de l'esquerra hi ha una imatge de Crist Crucificat mentre que sota l'arcada de la dreta n'hi ha una de la Mare de Déu del Roser. La imatge policromada es conserva en bon estat. A l'extrem on s'uneixen les dues arcades hi ha una peça que segurament aguantava una llàntia.
A la part inferior de la capella hi ha una inscripció: "Lo il·lustríssim Senyor Don Manel de Sant Just i De Pagès bisbe de Vic ha concedit 16 dies de perdó a qui dirà un Pare Nostre e Ave Maria davant esta imatge de..."

## Història
Manuel Santjust i de Pagés va ser bisbe de Vic entre el 1710 i el 1718.